# Wolfgang Buddenberg
Wolfgang Buddenberg (* 13. November 1911 in Dortmund; † 14. Oktober 1997) war ein deutscher Jurist und Richter. 1972 versuchten RAF-Terroristen, ihn durch einen Bombenanschlag zu ermorden.

## Werdegang
Während seines Studiums wurde er 1931 Mitglied der Burschenschaft Franconia Freiburg.
Buddenberg legte 1935 und 1939 die juristischen Staatsexamen ab. Zum 1. Mai 1937 trat er der NSDAP bei (Mitgliedsnummer 4.254.884). Ab 1940 war er als Gerichtsassessor tätig. 1943 ernannte man ihn zum Amtsgerichtsrat.
In der Bundesrepublik wurde er 1950 Landgerichtsrat und 1958 Oberlandesgerichtsrat in Hamm. Seit 1955 war Buddenberg Ermittlungs- und Untersuchungsrichter des Bundesgerichtshofs für den Bezirk des Bundeslands Nordrhein-Westfalen. Er war verantwortlich für die Haftbefehle und die Durchsuchungs- und Beschlagnahmebeschlüsse in der Spiegel-Affäre 1962.
Ab 1970 war er Richter am Bundesgerichtshof. Als Ermittlungsrichter in Sachen RAF-Terrorismus unterschrieb er die meisten Haftbefehle, Durchsuchungs- und Beschlagnahmebeschlüsse.
Im Mai 1972 wurde Buddenbergs Frau Gerta durch eine Sprengfalle in Buddenbergs PKW VW 1300 L schwer verletzt. Er selbst ging an diesem Tag zu Fuß zur Arbeit und saß nicht wie sonst auf dem Beifahrersitz, unter dem die Bombe befestigt war. Zu der Tat bekannte sich das „Kommando Manfred Grashof“ der RAF. Wolfgang Buddenberg trat 1978 in den Ruhestand.
1984 wurde er Ehrenmitglied der Burschenschaft Alemannia Marburg.